# Acoustic Roots: Live and Direct
 (février 2017).
Si vous disposez d'ouvrages ou d'articles de référence ou si vous connaissez des sites web de qualité traitant du thème abordé ici, merci de compléter l'article en donnant les références utiles à sa vérifiabilité et en les liant à la section « Notes et références ».
Albums de Slightly Stoopid
Everything You Need
(2003) Closer to the Sun
(2005)
Acoustic Roots: Live & Direct est un album live du groupe américain Slightly Stoopid, publié par Cornerstone RAS et sorti en 2004.
L'album, enregistré en une prise, en 2001[réf. nécessaire], met en scène Kyle McDonald et Miles Doughty qui alternent, tout au long de la prestation, guitares, voix principale et chœurs.

## Liste des titres
Toutes les chansons sont écrites et composées par Slightly Stoopid sauf annotations.
| 1.    | Cool Down                                              | 2:52 |
| 2.    | Fire Shot                                              | 4:02 |
| 3.    | Devil's Door                                           | 2:41 |
| 4.    | Sensimilla                                             | 2:16 |
| 5.    | Souled                                                 | 2:52 |
| 6.    | Couldn't Get High (reprise des Fugs)                   | 3:17 |
| 7.    | Nico's                                                 | 1:52 |
| 8.    | Mellow Mood (Instrumental)                             | 1:03 |
| 9.    | Collie-Man                                             | 2:22 |
| 10.   | Too Little Too Late                                    | 2:56 |
| 11.   | If This World Were Mine (reprise de Dennis Brown)      | 3:23 |
| 12.   | Sun Is Shining (reprise de Bob Marley and the Wailers) | 2:22 |
| 13.   | Wiseman                                                | 2:26 |
| 14.   | I Used to Love Her (reprise des Guns N' Roses)         | 2:46 |
| 15.   | Prophet                                                | 1:44 |
| 38:56 |                                                        |      |

Note
Tout au long du concert, Kyle McDonald et Miles Doughty se répartissent le chant et l'accompagnement :
- Kyle McDonald
  - Chant : titres 1, 2, 6, 12, 13
  - Accompagnement : titres 3, 4, 5, 7, 9, 10 (et session à la fin), 11, 14
- Miles Doughty
  - Chant : titres 3, 4, 5, 7, 9, 10, 11, 14, 15
  - Accompagnement : titres 1, 2, 6, 12